# ОР21
Паровоз ОР21 (Завод імені Жовтневої Революції рос. Завод имени Октябрьской Революции, осьове навантаження 21 т) — паровоз радянського виробництва. Було збудовано лише три машини, але паротяг не пішов у серійне виробництво. ОР21 і П36 були останніми паровозами, які пройшли динамічні випробування та випробування на міцність.

## Історія
Паровоз створив учений П. М. Шаройко у 1953 році. Створювався для заміни паровоза ФД.

## Конструкція
Паротяг мав класичне компонування, цільно зварний жаротрубний котел з пароперегрівачем і топку з Т-подібними поперечними циркуляторами. Регулятор — двоклапанний. Екіпаж — з переднім бігунковими й задніми підтримуваними візками, як у паровоза ЛВ, рама — брускова з товщиною полотен 140 мм. Ресорне підвішування — збалансоване триточкове, у зчіпних осей — на листових ресорах, біля візків — на листових ресорах і циліндричних пружинах. Парова машина — двоциліндрова, простої дії із золотниками системи Трофімова. Букси зчіпних і підтримуваних осей, і провідні дишла оснащені роликовими підшипниками. Будка машиніста — закрита опалювальна, з розсувними бічними вікнами та вентиляцією через люки. Обладнання зверху котла закривалося обтічним кожухом від димової труби до будки. Джерело стисненого повітря — компаунд-насос системи Руденко ум. № 131. Гальма — автоматичні з розподільником повітря ум. № 135, краном машиніста ум. № 222 та допоміжного гальма ум. № 4ВК. Паротяг обладнувався водопідігрівачем змішування Брянського заводу, вуглеподатчиком типу С3 заводу № 37, збільшувачем зчіпної ваги (у включеному стані довантажував зчіпні осі шляхом часткового розвантаження бігунка і підтримувальної осі), пневмоприводом прокачування колосників і відкривання топкових дверцят, централізованою примусовою системою мастила машини та екіпажу, електрообладнанням з двома турбогенераторами, радіостанцією та автоматичною локомотивною сигналізацією з безперервно діючим автостопом (АЛСН).
Було збудовано три машини, спрямовані для досвідченої експлуатації в депо Красний Лиман Донецької залізниці, але паротяг не пішов у серійне виробництво. ОР21 і П36 були останніми паровозами, які пройшли динамічні та міцнісні випробування.